# Brazoria
Brazoria là một chi thực vật có hoa trong họ Hoa môi (Lamiaceae).

## Loài
Chi Brazoria gồm các loài: